# Campionato Primavera 1973-1974
Il Campionato Primavera 1973-1974 è la 12ª edizione del Campionato Primavera. Il detentore del trofeo è la Roma.
La squadra vincitrice del torneo è stata la Roma che guidata da Antonio Trebiciani si è aggiudicata il titolo di campione nazionale per la seconda volta nella sua storia.

## Rosa campione d'Italia
Tra i giocatori campioni d'Italia erano presenti:
- Agostino Di Bartolomei (capitano)
- Bruno Conti
- Francesco Rocca
- Roberto Vichi